# Wieck (jezioro)
Wieck (kaszub. Jezoro Wiecczé) – przepływowe jezioro wytopiskowe w Polsce, położone w mezoregionie Bory Tucholskie, w powiecie chojnickim województwa pomorskiego, w gminie Czersk.
Okolice jeziora to miejsce przenikania się trzech regionów Pomorza: Kaszub, Kociewia i Borów Tucholskich.
Jezioro jest połączone strugą z przepływającą w pobliżu Wdą.

## Dane morfometryczne
Powierzchnia zwierciadła wody według różnych źródeł wynosi od 33,5 ha przez 40,1 ha do 42,28 ha.
Zwierciadło wody położone jest na wysokości 116,0 m n.p.m. lub 117 m n.p.m. Średnia głębokość jeziora wynosi 2,9 m, natomiast głębokość maksymalna 7,9 m.

## Hydronimia
Według urzędowego spisu opracowanego przez Komisję Nazw Miejscowości i Obiektów Fizjograficznych (KNMiOF) nazwa tego jeziora to Wieck. W różnych publikacjach i na mapach topograficznych jezioro to występuje pod nazwą Wieckie lub Więckie.